# Nicklas Wiberg
Nicklas Robert Wiberg, född 16 april 1985, är en svensk friidrottare från Öland. Han är specialiserad främst inom tiokamp.

## Karriär
Wiberg blev junioreuropamästare i tiokamp för 19-åringar 2003 i Tammerfors och satte samtidigt svenskt juniorrekord med 7 604 poäng. Han har också blivit svensk mästare i sjukamp (inomhus) 2005 och 2007. Han nådde 2008 över 8 000 poäng i tiokamp för första gången. Vid Finnkampen 2008 i Helsingfors deltog han på 110 meter häck och 400 meter häck och placerade sig som sexa respektive femma. Han deltog även i Finnkampen 2009 i Göteborg där han tog ytterligare en femte- och sjätteplats i grenarna längdhopp respektive 110 meter häck.
Wiberg deltog i tiokamp vid EM i Göteborg 2006 och kom på en tjugondeplats med 6 929 poäng. Vid U23-EM i Debrecen, Ungern år 2007 deltog han i spjut, men slogs ut i försöken. Han tävlade i tiokamp vid världsmästerskapen i Berlin 2009 och slutade där på 7:e plats med 8 406 poäng, vilket raderade ut Henrik Dagårds 15 år gamla svenska rekord från 1994 på 8 403 poäng. Han tävlade även vid EM i Barcelona 2010 men var då tvungen att avbryta tävlingen.
Wiberg tävlar för Kalmar SK och har Kjell Andersson som tränare. Tidigare i karriären tillhörde han dock den öländska föreningen FIK Färjestaden och tränades av Arne Svensson, som vann priset Årets Eldsjäl  i TV4:s Eldsjälsgalan 2014 för sitt arbete med öländsk friidrott.  
Wiberg utsågs 2014 till Stor grabb nummer 525 i friidrott.

## Rekordserie tiokamp
- Tiokamp: 8 406 poäng (augusti 2009)[9]
  - 10,96 på 100 meter
  - 7,25 i längdhopp
  - 14,99 i kula
  - 2,05 i höjdhopp
  - 48,73 på 400 meter
  - 14,75 på 110 meter häck
  - 42,28 i diskus
  - 4,50 i stavhopp
  - 75,02 i spjut
  - 4.17,05 på 1 500 meter

## Personliga rekord
| Utomhus - 100 meter – 10,96 (Berlin, Tyskland 19 augusti 2009) - 100 meter – 10,77 (medvind) (Rakvere, Estland 3 juni 2006) - 300 meter – 35,06 (Göteborg 2 september 2003) - 400 meter – 48,65 (Rakvere, Estland 3 juni 2006) - 1 500 meter – 4:14,38 (Tammerfors, Finland 25 juli 2003) - 110 meter häck – 14,56 (Jönköping 20 september 2008) - 110 meter häck – 14,61 (Karlstad 28 juli 2008) - 110 meter häck – 14,63 (Göteborg 30 augusti 2009) - 400 meter häck – 52,84 (Helsingfors, Finland 30 augusti 2008) - Höjdhopp – 2,13 (Århus, Danmark 19 augusti 2006) - Höjdhopp – 2,13 (Jyväskylä, Finland 28 juni 2008) - Stavhopp – 4,50 (Berlin, Tyskland 20 augusti 2009) - Längdhopp – 7,54 (Karlstad 28 juli 2008) - Längdhopp – 7,52 (Götzis, Tyskland 30 maj 2009) - Längdhopp – 7,59 (medvind) (Göteborg 29 augusti 2009) - Tresteg – 14,93 (Norrköping 21 maj 2009) - Kulstötning – 14,99 (Berlin, Tyskland 19 augusti 2009) - Diskus – 45,85 (Skruv, Finland 17 maj 2008) - Diskus – 42,68 (Jyväskylä, Finland 29 juni 2008) - Spjut – 75,02 (Berlin, Tyskland 20 augusti 2009) - Tiokamp – 8 406 (Berlin, Tyskland 20 augusti 2009) - Tiokamp junior – 7 604 (Tammerfors, Finland 25 juli 2003) | Inomhus - 60 meter – 7,02 (Bollnäs 10 februari 2007) - 1 000 meter – 2:40,90 (Bollnäs 11 februari 2007) - 60 meter häck – 8,10 (Göteborg 29 januari 2009) - Höjdhopp – 2,06 (Karlskrona 14 januari 2006) - Höjdhopp – 2,05 (Karlskrona 5 mars 2005) - Höjdhopp – 2,05 (Bollnäs 10 februari 2007) - Stavhopp – 4,52 (Sätra, 31 januari 2010 2012) - Stavhopp – 4,36 (Karlskrona 6 mars 2005) - Längdhopp – 7,63 (Bollnäs 28 februari 2009) - Längdhopp – 7,63 (Bollnäs 1 mars 2009) - Kulstötning – 14,87 (Göteborg 2 februari 2010) - Sjukamp – 5 685 (Bollnäs 11 februari 2007) |